# Karen Randers-Pehrson
Karen Randers-Pehrson, född 6 augusti 1932 i Oslo, död den 4 februari 2019, var en norsk skådespelare och teaterregissör.
Randers-Pehrson scendebuterade som skådespelare 1956 på Sommerteatret i Oslo som Celia i Leken i skogen. Åren 1956–1962 var hon engagerad vid Riksteatret, 1966–1970 vid Trøndelag Teater, 1970–1972 vid Den Nationale Scene och från 1987 åter vid Trøndelag Teater. År 1995 gästspelade hon vid Örebro Teater i farsen Rampefeber. Bland hennes roller finns titelrollen i Kristin Lavransdotter, Ester i På solsiden och Lillemor i Idlaflickorna. Bland de pjäser hon regisserat finns Karlsson på taket och Fru Carrars gevär. Hon verkar även som filmskådespelare och debuterade 1955 i Arne Skouens Barn av solen.
Åren 1977–1980 var hon ordförande i Norsk Skuespillerforbund och 1981–1985 rektor vid Statens Teaterhøgskole.

## Filmografi
- 1955 – Barn av solen
- 1956 – Ektemann alene
- 1965 – Trappen
- 1973 – Maksveringar (TV-serie)
- 1979 – Kärlekens färjeturer
- 1979 – Grenseland (TV-serie)
- 1980 – Den som henger i en tråd (TV-serie)
- 1980 – Att ni bara vågar!
- 1981 – Spøkelsesbussen
- 1982 – Krypskyttere
- 1986 – Hard asfalt
- 1989 – Mardrömmen (TV-serie)
- 1991 – Isbjörnskungen
- 2005 – Slangebæreren (TV-serie)
- 2006 – Vinter i Svinget (TV-serie)